# Cryptocentrus niveatus
Cryptocentrus niveatus är en fiskart som först beskrevs av Valenciennes, 1837.  Cryptocentrus niveatus ingår i släktet Cryptocentrus och familjen smörbultsfiskar. Inga underarter finns listade i Catalogue of Life.